# WWF International Heavyweight Championship
El WWF International Heavyweight Championship fue un campeonato de lucha libre profesional, reconocido por la NWA Northeast, la World Wrestling Federation, la New Japan Pro Wrestling y la Universal Wrestling Federation.
El campeonato existió entre 1959 y 1963, y luego entre 1982 y 1985.

## Campeones

### Lista de campeones
Los reinados en paréntesis (123) suponen que el reinado inició o terminó en el primer día del mes por falta de información.
|   | Luchador         | N.º | Fecha                 | Días  | Lugar                  | Notas y referencias |
| - | ---------------- | --- | --------------------- | ----- | ---------------------- | --- |
| 1 | Antonino Rocca   | 2   | julio de 1959         | —     | Nueva York, Nueva York | Derrotó a Buddy Rogers para convertirse en el primer campeón. |
| — | Vacante          | —   | enero de 1963         | —     |                        | Luego de quedar vacante, el título quedó inactivo por un tiempo. |
| 2 | Tony Parisi      | 1   | enero de 1982         | (212) | Buffalo, Nueva York    | [ 1 ] |
| 3 | Gino Brito       | 1   | agosto de 1982        | (29)  | Buffalo, Nueva York    | [ 2 ] |
| 4 | Tatsumi Fujinami | 1   | 30 de agosto de 1982  | 216   | Nueva York, Nueva York | [ 3 ] |
| 5 | Riki Chōshū      | 1   | 3 de abril de 1983    | 123   | Tokio, Japón           | [ 4 ] |
| 6 | Tatsumi Fujinami | 2   | 4 de agosto de 1983   | 234   | Tokio, Japón           | Fujinami ganó la lucha por conteo fuera del ring pero rehusó aceptar el título. Chōshū no pudo ingresar a Canadá para competir por la revancha en Calgary, Alberta el 12 de agosto de 1983, y Fujinami fue reconocido como campeón. |
| 7 | Akira Maeda      | 1   | 25 de marzo de 1984   | 102   | Nueva York, Nueva York | Maeda derrotó a Pierre Lefebvre en el Madison Square Garden para ser reconocido por la WWF, luego retornó a la UWF el 11 de abril de 1984 para defender el título.                                                                  |
| 8 | Tatsumi Fujinami | 3   | 5 de julio de 1984    | 379   |                        | |
| — | Vacante          | —   | 19 de julio de 1985   | —     | Sapporo, Japón         | Cuando Fujinami renunció al título luego de una lucha que terminó en doble descalificación ante Super Strong Machine. |
| — | Abandonado       | —   | 31 de octubre de 1985 | —     | N/A                    | El título fue abandonado cuando New Japan Pro Wrestling y World Wrestling Federation se dividieron. |

### Mayor cantidad de reinados
| Reinados | Luchador         |
| -------- | ---------------- |
| 3 veces  | Tatsumi Fujinami |